# Garbell rotatiu
|  | Aquest article tracta sobre maquinària industrial. Si cerqueu l'estri tradicional de separació, vegeu «Garbell». |

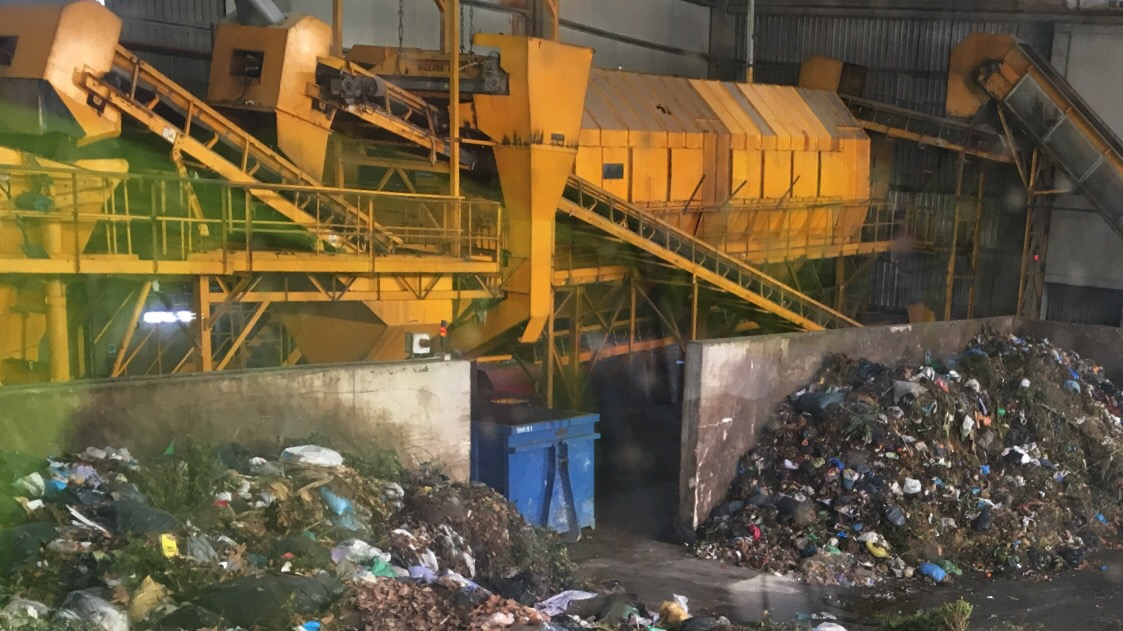
Garbell rotatiu d'una planta de separació de residus del Vallès Oriental.

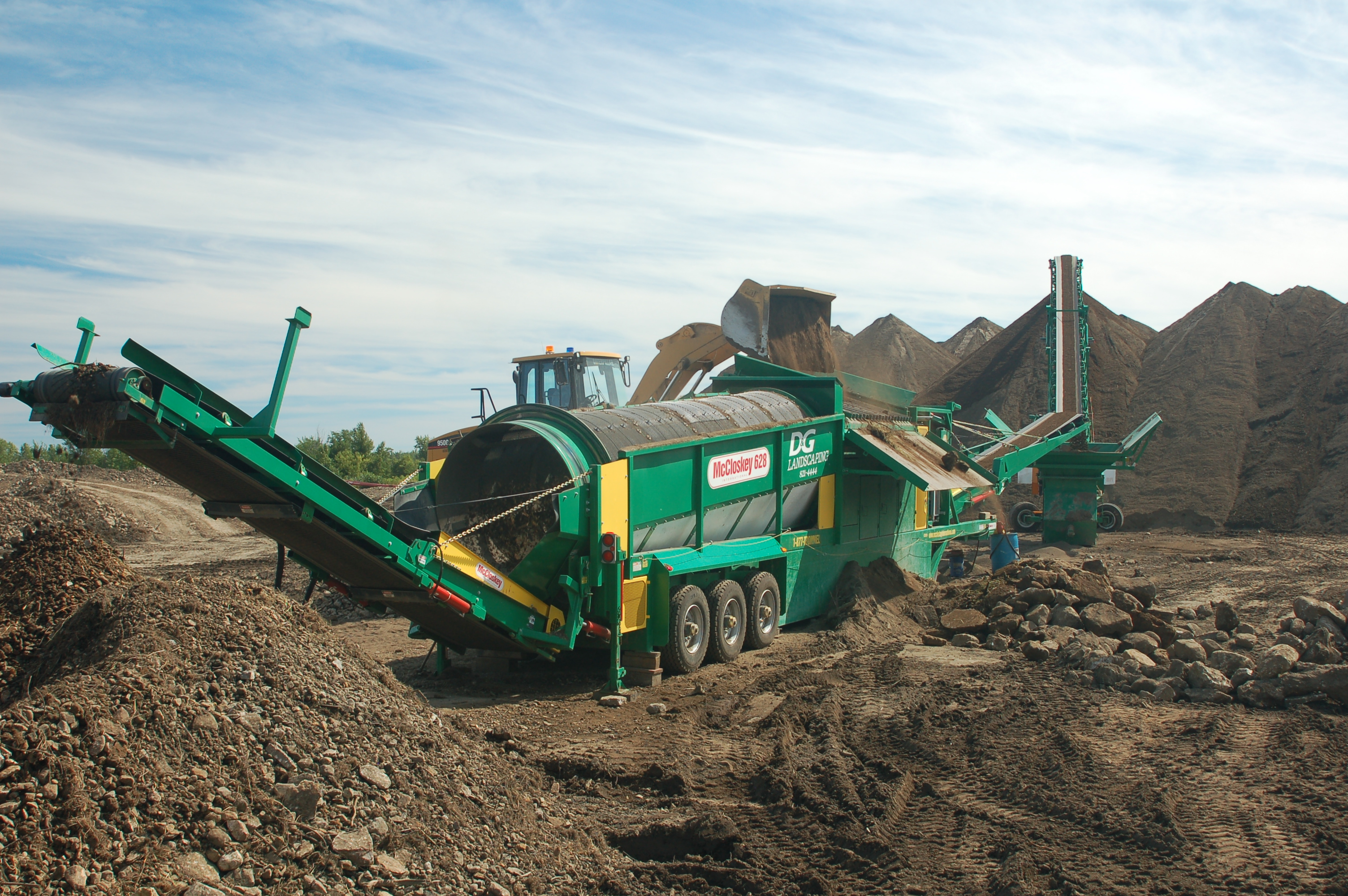
Garbell rotatiu portàtil.

Els garbells rotatius o trommels (de l'alemany trommel, que significa tambor) són cilindres metàl·lics mallats de diversos metres de diàmetre —a vegades travessats per cintes transportadores — que s'utilitzen per a separar materials segons la seva mida. Les seves aplicacions estan lligades al processament mineral i dels residus, com per exemple la separació de la fracció biodegradable dels residus municipals mixtos o la separació de sòlids pedregosos, així com en la producció de compost, sorres, subproductes de molins de fusta i residus municipals.
L'eficiència d'entrada i de separació d'aquesta maquinària està controlada per diversos paràmetres, els més importants dels quals són la grandària de les obertures de la malla cilíndrica, el diàmetre del garbell, la velocitat de rotació, el tipus i el nombre de deflectors i la inclinació del cilindre. Atès que l'àrea de la malla és relativament petita, s'instal·len deflectors i altres acoblaments com murs poligonals (pantalles) a fi de portar els residus el més a dalt possible del garbell per tal que aquest pugui assolir la seva màxima efectivitat. En aquest sentit, un augment d'inclinació del trommel de més de 5 graus provoca un ràpid descens de la ràtio d'eficiència del garbell.
Existeixen alguns models portàtils que s'utilitzen sovint en la producció de components orgànics a partir de diversos tipus de residus. Els contractistes d'excavacions els utilitzen per a segregar les restes del terreny en dues fraccions; una capa superior del sòl vendible per a granges, vivers i llocs de treball, així com una roca neta per agregats o treballs de jardineria. Això permet que el contractista pugui revendre els seus residus en lloc d'incórrer en costos de tractament inespecífic.
Els garbells rotatius també s'utilitzen en la recuperació d'or de sòls rics en minerals. La runa es diposita prèviament en una tremuja, on després de mullar-la amb aigua es passa al garbell. Posteriorment, al garbell es produeix la classificació gràcies a la injecció de més aigua a pressió, que donarà lloc a la sortides de les roques i pedres mentre que els fragments d'or es dipositaran en estores plàstiques especials.